# Xéniya Moskviná
Xéniya Leonídovna Moskviná –en ruso, Ксения Леонидовна Москвина– (Cheliábinsk, URSS, 29 de mayo de 1989) es una deportista rusa que compitió en natación.
Ganó tres medallas en el Campeonato Europeo de Natación en Piscina Corta de 2009, oro en 100 m espalda y bronce en 50 m espalda y 4 × 50 m estilos. Participó en los Juegos Olímpicos de Pekín 2008, ocupando el quinto lugar en la prueba de 4 × 50 m estilos.

## Palmarés internacional
| Campeonato Europeo en Piscina Corta | Campeonato Europeo en Piscina Corta | Campeonato Europeo en Piscina Corta | Campeonato Europeo en Piscina Corta |
| Año                                 | Lugar                               | Medalla                             | Prueba                              |
| ----------------------------------- | ----------------------------------- | ----------------------------------- | ----------------------------------- |
| 2009                                | Estambul (Turquía)                  | Medalla de oro                      | 100 m espalda                       |
| 2009                                | Estambul (Turquía)                  | Medalla de bronce                   | 50 m espalda                        |
| 2009                                | Estambul (Turquía)                  | Medalla de bronce                   | 4 × 50 m estilos                    |